# كنيسة ميديانو
كنيسة ميديانو هي كنيسة غارقة من القرن السادس عشر تقع في ميديانو ، وهي بلدية غارقة توجد في لا فويفا، وشقة ، في إسبانيا. غمرها خزان مديانو.

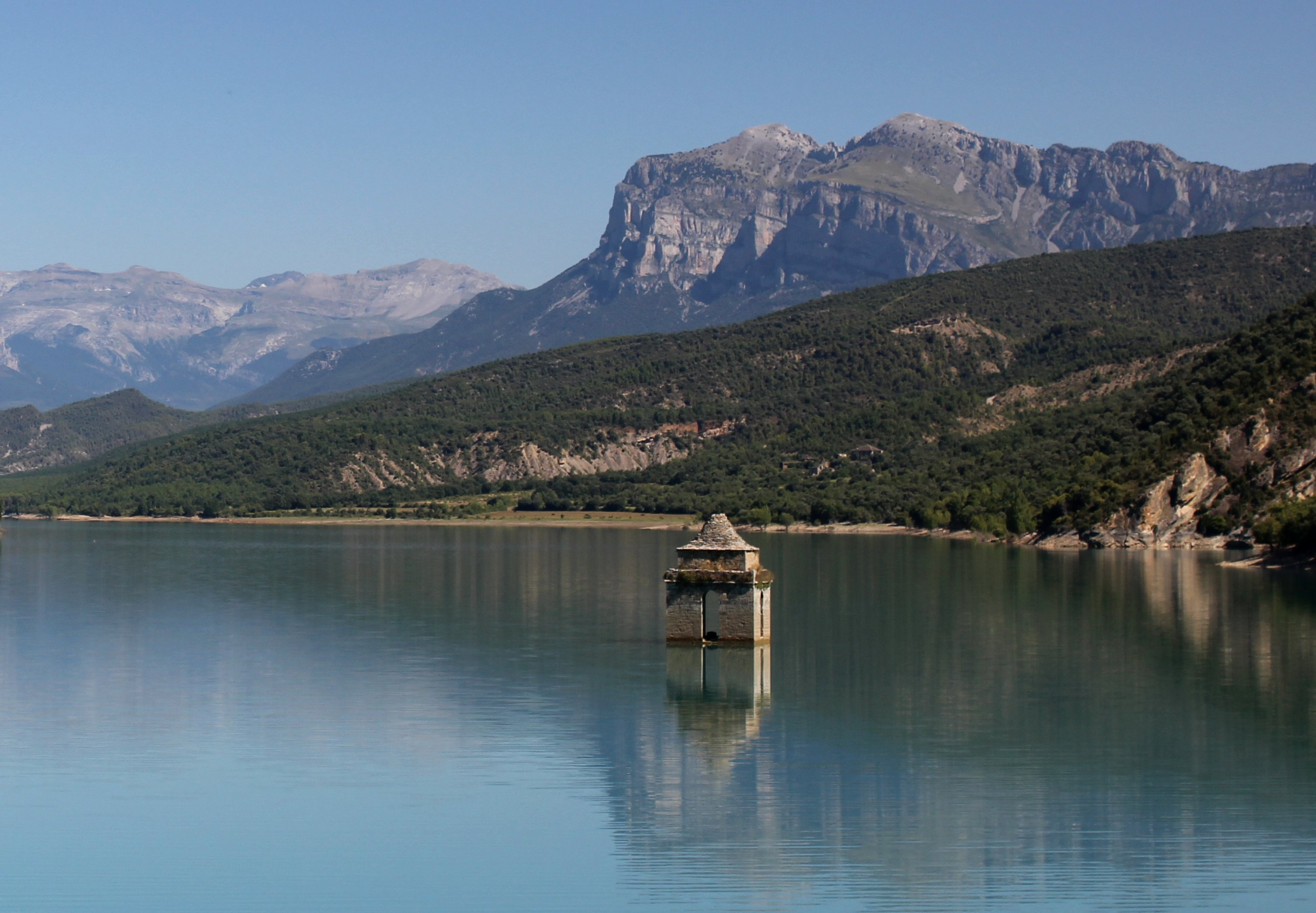